# Mühlberg (Gemeinde Baumgartenberg)
Mühlberg ist eine Ortschaft in der Gemeinde Baumgartenberg im Bezirk Perg, Oberösterreich.
Die Ortschaft befindet sich westlich von Perg am Ausgang des Machlandes, einem historischen Kernland Oberösterreichs und heute einer fruchtbaren Ebene längs der Donau. Am 1. Jänner 2024 zählte die Ortschaft 152 Einwohner.